# Enya (альбом)
Enya (останнє перевидання відоме як The Celts) — дебютний альбом ірландської співачки Enya, виданий в 1987 році. Цей альбом вперше був виданий корпорацією ВВС під їх лейблом, а пізніше Atlantic Records в Північній Америці. У листопаді 1992 Warner Music перевидала реміксову та покращену версію альбому під назвою The Celts.
Перший альбом Енії Enya/The Celts включає музику, написану і записану для саундтрека до документального серіалу про кельтів The Celts в 1986 році.
Альбом містить тільки частину музики Енії, написаної для серіалу. У 2005 році, невиданий трек «Spaghetti Western Theme» був включений в CD-сингл «Amarantine», на згадку про одного з продюсерів серіалу.

## Список пісень
1. «The Celts» — 2:50
2. «Aldebaran» — 3:05
3. «I Want Tomorrow» — 4:02
4. «March of the Celts» — 3:10
5. «Deireadh an Tuath» — 1:43
6. «The Sun in the Stream» — 2:55
7. «To Go Beyond, Pt. 1» — 1:20
8. «Fairytale» — 3:03
9. «Epona» — 1:36
10. «Triad: St. Patrick / Cú Chulainn / Oisin» — 4:25
11. «Portrait (Out of the Blue)» — 3:11
12. «Boadicea» — 3:30
13. «Bard Dance» — 1:23
14. «Dan y Dŵr» — 1:41
15. «To Go Beyond, Pt. 2» — 2:50

## Учасники запису
- Enya — всі інші інструменти, вокал;
- Patrick Halling — скрипка;
- Arty McGlynn — електрогитара;
- Liam O'Flynn — уїлльські труби;
- Roma Ryan — тексти.

## Позиції в чартах
| Рік  | Чарт                                                             | Позиція |
| 1990 | Топ Нью-Ейдж альбомів (Top New Age Albums) (США)                 | 14      |
| 1992 | Офіційний чарт альбомів (Official Album Chart) (Велика Британія) | 10      |